# (33444) 1999 FF19
1999 FF19 (asteroide 33444) é um asteroide da cintura principal. Possui uma excentricidade de 0.17507920 e uma inclinação de 2.92305º.
Este asteroide foi descoberto no dia 22 de março de 1999 por LONEOS em Anderson Mesa.